# Justicia hochreutineri
Justicia hochreutineri är en akantusväxtart som beskrevs av Macbride. Justicia hochreutineri ingår i släktet Justicia och familjen akantusväxter. Inga underarter finns listade i Catalogue of Life.